# المملكة الفريزية
المملكة الفريزية (الغربية الفريزية: Fryske Keninkryk)، وكانت معروفة أيضاً باسم ماجنا فريزيا، وهي الآن جزء من هولندا وشمال ألمانيا. وقد أنشئت حوالي عام 600م. وجاءت المملكة إلى نهايتها بعد معركة بورن (734) حيث هزمت على يد إمبراطورية الفرنجة.

## فترة ما قبل الهجرة
عاش الفريزيون القدماء في المنطقة المنخفضة بين نهر زاوديرزي ونهر إيمس. في فترة ما قبل الهجرة الجرمانية (أي قبل عام 300 ميلادي) سكن الفريزيين، وأقربائهم من الشاوكيين والساكسونيين والأنجليين، على الساحل الأوروبي القاري من نهر زاوديرزي إلى جنوب يوتلاند. تشترك جميع هذه القبائل في ثقافة مادية مشتركة، وبالتالي لا يمكن تعريفها من الناحية الأثرية بشكل خاص. يُعرف القليل عن هؤلاء الفريزيين الأوائل وملوكهم في بعض الروايات الرومانية عند قيام اثنين من الملوك الفريزيين بزيارة روما في القرن الأول الميلادي: مالوريكس وفيريتوس. وقد افترض أنه بحلول عام 400 ميلادي، تخلى الفريزيين عن أرضهم واختفوا من السجلات الأثرية. ومع ذلك، فإن الحفريات الأخيرة في كثبان كينيمرلاند تُظهر أدلة واضحة على وجود موطن مستمر لهم.

## فترة الهجرة
عانت فريزيا من تجاوزات بحرية جعلت الأراضي غير صالحة للسكن إلى حد كبير خلال القرنين الثالث والخامس. مهما كان عدد السكان فإنه عانى من انخفاض بشكل كبير.
في القرن السادس، تلقت فريزيا تدفق من المستوطنين الجدد، ومعظمهم من الإنجيليين والساكسونيين واليوتيين، الذين عُرغوا فيما بعد باسم «الفريزيين» على الرغم من أنهم لم ينحدروا بالضرورة من الفريزيين القدماء.
يُعرف في تلك الفترة الملك الأسطوري فن، المرتبط اسمه بمعركة فينسبورغ. في الرواية، كان الأمير الدنماركي الشاب هنيف يقيم كضيف مدعو للملك الفريزي فن. لأسباب غير معروفة، اندلعت معركة بين الطرفين، ربما بدأت من قِبَل الجانب الفريزي، وثم قتل هنيف. تولى هنغست زمام القيادة، ووافق الجانبان على توقيع معاهدة سلام؛ لكن هنغست والدانماركيين انتقموا في وقت لاحق لموت هنيف وذبحوا الفريزيين. عمل الملك التاريخي المبكر أودولف على صكّ العملات المعدنية بتاريخ الثلث الأول من القرن السابع.
تألف الفريزيون من قبائل ذات روابط ضعيفة متمركزة على عصابات الحرب لكن من دون قوة كبيرة منظمة. في النصف الثاني من القرن السابع، وصلت الملكية الفريزية إلى أقصى تطورها الجغرافي مع مركز قوتها في دورستاد.

## الطبقات المجتمعية
تميز أقدم السجلات الفريزية وجود أربع طبقات اجتماعية، هي طبقة الإيثيلينج (النبلاء في الوثائق اللاتينية) و الفريلينج، الذين شكلوا معًا «الفريزيين الأحرار» الذين يمثلون أعضاء المحكمة، وطبقة اللاتين أو الليتين مع العبيد، الذين تم ضمهم في العصور الوسطى المبكرة إذ لم يتم إلغاء الرّق رسميًا بقدر ما أنه زال مع الوقت. اعتمد اللاتينيين على استئجار الأراضي التي لا يمتلكونها التي قد تكون ملكيات تابعة لطبقة القنانة الاجتماعية، لكن فيما بعد كانوا يشترون حريتهم.
| تاريخ البلدان المنخفضة                                        | تاريخ البلدان المنخفضة                                                   | تاريخ البلدان المنخفضة                                        | تاريخ البلدان المنخفضة                                          | تاريخ البلدان المنخفضة                                                                        | تاريخ البلدان المنخفضة                                                                        | تاريخ البلدان المنخفضة                                                                        | تاريخ البلدان المنخفضة                                                                        | تاريخ البلدان المنخفضة                                                                        |
| ------------------------------------------------------------- | ------------------------------------------------------------------------ | ------------------------------------------------------------- | --------------------------------------------------------------- | --------------------------------------------------------------------------------------------- | --------------------------------------------------------------------------------------------- | --------------------------------------------------------------------------------------------- | --------------------------------------------------------------------------------------------- | --------------------------------------------------------------------------------------------- |
| فريسي                                                         |                                                                          |                                                               | بيلجي                                                           | بيلجي                                                                                         |                                                                                               |                                                                                               |                                                                                               |                                                                                               |
|                                                               | كنانيفيتاس                                                               | شامافي،توبانتي                                                | شامافي،توبانتي                                                  | بلجيكا الغالية (55 ق.م – حوالي 5م) جرمانيا الصغرى (83 – حوالي القرن 5)                        | بلجيكا الغالية (55 ق.م – حوالي 5م) جرمانيا الصغرى (83 – حوالي القرن 5)                        | بلجيكا الغالية (55 ق.م – حوالي 5م) جرمانيا الصغرى (83 – حوالي القرن 5)                        |                                                                                               |                                                                                               |
|                                                               | كنانيفيتاس                                                               | الفرنجة الساليون                                              |                                                                 | باتافي                                                                                        | باتافي                                                                                        |                                                                                               |                                                                                               |                                                                                               |
| غير مأهولة (حوالي القرنين 4- 5)                               | غير مأهولة (حوالي القرنين 4- 5)                                          | ساكسون                                                        | الفرنجة الساليون (حوالي القرنين 4- 5)                           | الفرنجة الساليون (حوالي القرنين 4- 5)                                                         | الفرنجة الساليون (حوالي القرنين 4- 5)                                                         |                                                                                               |                                                                                               |                                                                                               |
| المملكة الفريزية (حوالي القرن 6–734)                          | المملكة الفريزية (حوالي القرن 6–734)                                     |                                                               | إمبراطورية الفرنجة (481–843)—الإمبراطورية الكارولنجية (800–843) | إمبراطورية الفرنجة (481–843)—الإمبراطورية الكارولنجية (800–843)                               | إمبراطورية الفرنجة (481–843)—الإمبراطورية الكارولنجية (800–843)                               | إمبراطورية الفرنجة (481–843)—الإمبراطورية الكارولنجية (800–843)                               | إمبراطورية الفرنجة (481–843)—الإمبراطورية الكارولنجية (800–843)                               |                                                                                               |
| المملكة الفريزية (حوالي القرن 6–734)                          | المملكة الفريزية (حوالي القرن 6–734)                                     | أوستراسيا (511–687)                                           |                                                                 |                                                                                               |                                                                                               |                                                                                               |                                                                                               |                                                                                               |
|                                                               |                                                                          |                                                               |                                                                 |                                                                                               |                                                                                               |                                                                                               |                                                                                               |                                                                                               |
|                                                               |                                                                          |                                                               |                                                                 |                                                                                               |                                                                                               |                                                                                               |                                                                                               |                                                                                               |
| فرانسيا الوسطى (843–855)                                      | فرانسيا الوسطى (843–855)                                                 | فرانسيا الوسطى (843–855)                                      | فرانسيا الوسطى (843–855)                                        | فرانسيا الوسطى (843–855)                                                                      | مملكة الفرنجة الغربيين (843–)                                                                 |                                                                                               |                                                                                               |                                                                                               |
| لوثارينجيا (855– 959) لورين المنخفضة (959–)                   |                                                                          |                                                               |                                                                 |                                                                                               | مملكة الفرنجة الغربيين (843–)                                                                 |                                                                                               |                                                                                               |                                                                                               |
| فريزيا                                                        |                                                                          |                                                               |                                                                 |                                                                                               |                                                                                               |                                                                                               |                                                                                               |                                                                                               |
| الحرية الفريزية ( القرون 11–16 )                              | مقاطعة هولندا (880–1432)                                                 | أسقفية أوترخت (695–1456)                                      | دوقية برابنت (1183–1430) خيلدرز (1046–1543)                     | دوقية برابنت (1183–1430) خيلدرز (1046–1543)                                                   | مقاطعة فلانديرز (862–1384)                                                                    | مقاطعة هينو (1071–1432) كونتية نامور (981–1421)                                               | أسقفية أمير لياج (980–1794)                                                                   | دوقية لوكسمبورج (1059–1443)                                                                   |
|                                                               | الأراضي المنخفضة البورغندية (1384–1482)                                  |                                                               |                                                                 |                                                                                               |                                                                                               |                                                                                               |                                                                                               |                                                                                               |
|                                                               | الأراضي المنخفضة الهابسبورجية (1482–1795) (الأقاليم السبعة عشر بعد 1543) |                                                               |                                                                 |                                                                                               |                                                                                               |                                                                                               |                                                                                               |                                                                                               |
| جمهورية هولندا (الأراضي المنخفضة السبع المتحدة) (1581–1795)   | جمهورية هولندا (الأراضي المنخفضة السبع المتحدة) (1581–1795)              | جمهورية هولندا (الأراضي المنخفضة السبع المتحدة) (1581–1795)   | جمهورية هولندا (الأراضي المنخفضة السبع المتحدة) (1581–1795)     | الأراضي المنخفضة الأسبانية (1556–1714)                                                        | الأراضي المنخفضة الأسبانية (1556–1714)                                                        | الأراضي المنخفضة الأسبانية (1556–1714)                                                        |                                                                                               |                                                                                               |
|                                                               |                                                                          |                                                               |                                                                 | الأراضي المنخفضة النمساوية (1714–1795)                                                        |                                                                                               |                                                                                               |                                                                                               |                                                                                               |
|                                                               |                                                                          |                                                               |                                                                 | الولايات المتحدة البلجيكية (1790)                                                             | الولايات المتحدة البلجيكية (1790)                                                             | الولايات المتحدة البلجيكية (1790)                                                             | جمهورية لياج (1789–'91)                                                                       |                                                                                               |
|                                                               |                                                                          |                                                               |                                                                 |                                                                                               |                                                                                               |                                                                                               |                                                                                               |                                                                                               |
| الجمهورية الباتافية (1795–1806) المملكة الهولندية (1806–1810) | الجمهورية الباتافية (1795–1806) المملكة الهولندية (1806–1810)            | الجمهورية الباتافية (1795–1806) المملكة الهولندية (1806–1810) | الجمهورية الباتافية (1795–1806) المملكة الهولندية (1806–1810)   | مرتبطة بالجمهورية الفرنسية الأولى (1795–1804) جزء من الإمبراطورية الفرنسية الأولى (1804–1815) | مرتبطة بالجمهورية الفرنسية الأولى (1795–1804) جزء من الإمبراطورية الفرنسية الأولى (1804–1815) | مرتبطة بالجمهورية الفرنسية الأولى (1795–1804) جزء من الإمبراطورية الفرنسية الأولى (1804–1815) | مرتبطة بالجمهورية الفرنسية الأولى (1795–1804) جزء من الإمبراطورية الفرنسية الأولى (1804–1815) | مرتبطة بالجمهورية الفرنسية الأولى (1795–1804) جزء من الإمبراطورية الفرنسية الأولى (1804–1815) |
|                                                               |                                                                          |                                                               |                                                                 |                                                                                               |                                                                                               |                                                                                               |                                                                                               |                                                                                               |
| الإمارة السيادية للأراضي المنخفضة المتحدة (1813–1815)         |                                                                          |                                                               |                                                                 |                                                                                               |                                                                                               |                                                                                               |                                                                                               |                                                                                               |
| مملكة الأراضي المنخفضة المتحدة (1815–1830)                    |                                                                          |                                                               |                                                                 |                                                                                               |                                                                                               |                                                                                               |                                                                                               |                                                                                               |
| هولندا (1839–)                                                | هولندا (1839–)                                                           | هولندا (1839–)                                                | هولندا (1839–)                                                  | بلجيكا (1830–)                                                                                | بلجيكا (1830–)                                                                                | بلجيكا (1830–)                                                                                | بلجيكا (1830–)                                                                                | الدوقية العظمى للوكسمبورغ (1839–)                                                             |
|                                                               |                                                                          |                                                               |                                                                 |                                                                                               |                                                                                               |                                                                                               |                                                                                               | لوكسمبورغ (1890–)                                                                             |